# 알렉산더 R. 토드
토드 남작 알렉산더 로버투스 토드(영어: Alexander Robertus Todd, Baron Todd, OM PRS FRSE, 1897년 11월 9일 ~ 1978년 6월 7일)은 영국의 생화학자이다. 1957년 뉴클레오타이드류와 그 보조 효소에 대한 연구로 노벨 화학상을 수상했다.

## 수상 경력
- 1949년 : 데비 메달
- 1955년 : 로열 메달
- 1957년 : 노벨 화학상
- 1963년 : 파울 카러 황금 메달
- 1970년 : 코플리 메달
- 1978년 : 로모노소프 황금 메달